# Protapanteles aletta
Protapanteles aletta är en stekelart som först beskrevs av Nixon 1973.  Protapanteles aletta ingår i släktet Protapanteles och familjen bracksteklar. Inga underarter finns listade i Catalogue of Life.